# Lappi

Lappi kommun.

Lappi var en kommun i landskapet Satakunta, Finland. Lappi hade 3 255 invånare och hade en yta på 212,78 km².
Lappi är enspråkigt finskt.
I Lappi ligger ett av Unescos världsarv Sammallahdenmäki.
Den 1 januari 2009 slogs Lappi samman med Raumo stad.
Lappi nämns 1413 första gången som socken. Lappi torde ha varit ett kapell redan 1495 men nämns som sådant först 1540. Lappi kapell fördes från Euraåminne till Raumo församling år 1558 men blev 1622 en självständig församling. Lappi anslöts till Raumo församling som kapellförsamling vid kommunsammanslagningen 2009. 